# Grimmia pseudoanodon
Grimmia pseudoanodon là một loài Rêu trong họ Grimmiaceae. Loài này được Deguchi mô tả khoa học đầu tiên năm 1987.